# Dipartimento dell'Ourthe
Ourthe (uʁt; talvolta scritta anche Ourte a quei tempi) è stato il nome di un dipartimento della Prima Repubblica francese e poi del Primo Impero francese attualmente diviso tra Germania e Belgio. Prende il nome dall'omonimo fiume che scorre nel suo territorio. Istituito nel 1795 a seguito dell'annessione francese dei Paesi Bassi del Sud e della riva sinistra del Reno, il dipartimento dell'Ourthe aveva per capitale Liegi. 

## Territorio
Il territorio del dipartimento precedentemente era diviso tra il principato vescovile di Liegi, l'abbazia di Stavelot-Malmedy, i ducati di Limburgo, Lussemburgo e Brabante e la Contea di Namur. Dopo la sconfitta di Napoleone Bonaparte nel 1814, la maggior parte del dipartimento fu annesso al Regno Unito dei Paesi Bassi nella provincia di Liegi, mentre la parte orientale (Eupen, Malmedy, Sankt Vith, Kronenburg, Schleiden) passò alla Provincia del Reno del Regno di Prussia; dopo la prima guerra mondiale, con il trattato di Versailles, Eupen, Malmedy e Sankt Vith passarono al Belgio che li riunì alla provincia di Liegi.

## Suddivisione amministrativa
Il dipartimento era suddiviso nei seguenti arrondissement e cantoni (situazione al 1812):
- Liegi, cantoni: Dalhem, Fléron, Glons, Herve, Hollogne-aux-Pierres, Liegi (4 cantoni), Louveigné, Seraing e Waremme.
- Huy, cantoni: Avennes, Bodegnée, Ferrières, Héron, Huy, Landen e Nandrin.
- Malmedy, cantoni: Aubel, Eupen, Kronenburg (Cronenbourg), Limburgo, Malmedy, Sankt Vith (Saint-Vith), Schleiden (Schleyden), Spa, Stavelot, Verviers e Vielsalm (Viel-Salm).

La popolazione del dipartimento nel 1812 ammontava a 352.264 abitanti, distribuiti su una superficie totale di 435.754 ettari.